# Facundo Waller
Pour les articles homonymes, voir Waller.
Facundo Waller est un footballeur uruguayen né le 9 avril 1997 à Colonia del Sacramento. Il évolue au poste de milieu de terrain au CA Huracán.

## Biographie

### En équipe nationale
Avec les moins de 20 ans, il participe au championnat de la CONMEBOL des moins de 20 ans en 2017. Il joue sept matchs lors de ce tournoi, inscrivant un but contre la Colombie. L'Uruguay remporte cette compétition.
Il dispute dans la foulée la Coupe du monde des moins de 20 ans organisée en Corée du Sud. Lors du mondial junior, il joue un match contre l'Italie. L'Uruguay est battue en demi-finale par le Venezuela.

## Palmarès
- Vainqueur du championnat de la CONMEBOL des moins de 20 ans en 2017 avec l'équipe d'Uruguay des moins de 20 ans